# Hahnenberg (Odenthal)
Hahnenberg ist ein Ortsteil in Unterodenthal in der Gemeinde Odenthal im Rheinisch-Bergischen Kreis. Er liegt südlich von Glöbusch.

## Etymologie
Der Eigenname Hahnenberg bedeutet Wald oder Wäldchen (von Hain) auf dem Berg.

## Geschichte
Die Topographia Ducatus Montani des Erich Philipp Ploennies, Blatt Amt Miselohe, belegt, dass der Wohnplatz 1715 als Hof kategorisiert wurde und mit a. Berg bezeichnet wurde.
Aus der Charte des Herzogthums Berg 1789 von Carl Friedrich von Wiebeking geht hervor, dass Hahnenberg zu dieser Zeit Teil von Unterodenthal in der Herrschaft Odenthal war.
Unter der französischen Verwaltung zwischen 1806 und 1813 wurde die Herrschaft aufgelöst und Hahnenberg wurde politisch der Mairie Odenthal im Kanton Bensberg zugeordnet. 1816 wandelten die Preußen die Mairie zur Bürgermeisterei Odenthal im Kreis Mülheim am Rhein.
Der Ort ist auf der Topographischen Aufnahme der Rheinlande von 1824 und auf der Preußischen Uraufnahme von 1840 als Berger Hof verzeichnet. Ab der Preußischen Neuaufnahme von 1892 ist er auf Messtischblättern regelmäßig als Hahnenberg oder ohne Namen verzeichnet.
| Jahr | Einwohner | Wohn- gebäude | Kategorie |
| ---- | --------- | ------------- | --------- |
| 1822 | 9         |               | Hof       |
| 1830 | 13        |               | Hof       |
| 1845 | 11        | 1             | Hof       |
| 1871 | 8         | 2             | Hofgüter  |
| 1885 | 9         | 2             | Ortschaft |
| 1895 | 8         | 1             | Ortschaft |
| 1905 | 6         | 1             | Ortschaft |

### Hahnenberg im 20. Jahrhundert
1963 wurde mit dem Siedlungsprojekt Hahnenberg begonnen. Damit verbunden war ein massiver Ausbau der Ansiedlung und der Bau von Wasserleitungen zum Transport von Trinkwasser aus der Großen Dhünntalsperre.